# تحلل غضروفي حقاني عضدي بعد التنظير
تحلل غضروفي حقاني عضدي بعد التنظير هو من المضاعفات النادرة للجراحات بالمنظار وينطوي على تحلل غضروفي حيث يخضع غضروف المفصلي للكتف لتغيرات تنكّسية سريعة بعد الجراحة بالمنظار بوقت قصير.

## أسباب
بوبيفاكايين، ليدوكائين، روبيفاكين وليفوبوبيفاكائين كلها سامة للغضروف ويمكن أن تؤدي دفعاتها داخل المفصل إلى هذا التأثير السام. تضمين مضخات الألم داخل المفصل مع التخدير الموضعي كسبب محتمل.

## علاج
رأب المفاصل الكلي أو رأب المفاصل الكلي العكسي (جراحة استبدال الكتف).[بحاجة لمصدر]